# Scottish Opera
Le Scottish Opera est la compagnie nationale d'opéra d'Écosse et l'une des cinq compagnies nationales de spectacle vivant financées par le gouvernement écossais. Créée en 1962 à Glasgow, c'est la plus importante organisation de spectacle vivant en Écosse.

## Histoire
Le Scottish Opera est fondé par le chef d'orchestre Alexander Gibson en 1962. En 1975, il acquiert le Theatre Royal (en) à Glasgow et en fait le premier opéra national d'Écosse en octobre 1975 avec Die Fledermaus. En mars 2005, le management du Theatre Royal est transféré au Ambassador Theatre Group (en).
Le Scottish Opera affronte divers problèmes financiers liés au manque de financement et à des accusations de laxisme budgétaire durant la première partie des années 2000. Son cycle du Ring de Richard Wagner est acclamé par la critique mais se révèle un gouffre pour les ressources financières de la compagnie. En 2004, un plan de restructuration financière entraîne la suppression de 88 emplois, dont les 34 membres du chœur et la suspension de l'ensemble de la saison 2005-06. En signe de protestation, le chef Richard Armstrong annonce sa démission en décembre 2004, effective à la fin de la saison 2004–05.
Alex Reedijk est nommé directeur général de la compagnie en 2006. En août 2007, la compagnie annonce la nomination de Francesco Corti comme prochain directeur musical.

## Prix
La compagnie a remporté de nombreuses illustres récompenses, dont le TMA Award (en) pour Macbeth et Der Rosenkavalier (tous deux en 1994) ainsi que pour Die Walküre et Siegfried (tous deux en 2002), ainsi que le prix The South Bank Show (en) du « meilleur opéra » pour le Der Ring des Nibelungen (2004) et un prix « Herald Angel » pour Les Deux Veuves (en) au festival international d'Édimbourg en 2008.

## Tournées à l'étranger
Le Scottish Opera a également mis en scène de nombreuses productions à l'étranger dont Albert Herring de Benjamin Britten à Florence, L'Egisto à Venise, des tournées en Allemagne, en Autriche, au Portugal, en France, en Suisse, en Yougoslavie et en Islande et récemment Peter Grimes et Tristan und Isolde à Lisbonne, Macbeth au festival international de Vienne et la première européenne du Inés de Castro de James McMillan à Porto au Portugal.

## Directeurs musicaux
- Alexander Gibson (1962–86)
- John Mauceri (1986–92)
- Richard Armstrong (1992–2005)
- Francesco Corti (2007–juillet 2013)
- Emannuel Joel-Hornack  (juillet 2013 - septembre 2013)
- Stuart Stratford (juin 2015 - présent)